# حزقيال ميراندا
حزقيال ميراندا (بالإسبانية: Juan Miranda)‏ هو منافس ألعاب قوى أرجنتيني، ولد في 1928.